# 根特崗日峰
根特崗日峰（Ghent Kangri）是巴基斯坦与印度在印巴停火线的山峰，位於錫亞琴冰川的西面，屬於喀喇崑崙山脈的一部分，海拔高度7,401米，是全球第69高山峰，奧地利攀山隊在1961年6月4日首次登上該山峰。